# Озо
Озо (фр. Oso корс. Osu) — річка Корсики (Франція). Довжина 23,4 км, витік знаходиться на висоті 980 метрів над рівнем моря на схилах гори Пунта ді Діаманте (Punta di u Diamante) (1227 м). Впадає в Тірренське море.
Протікає через комуни: Цонца, Сан-Гавіно-ді-Карбіні, Леччі, Порто-Веккіо і тече територією департаменту Південна Корсика та кантонами: Лев'є (Levie), Порто-Веккіо (Porto-Vecchio)